# Средневековая Русь
«Средневеко́вая Русь» — российское научное периодическое издание. Сборник об истории Руси Средневековья был создан в середине 1990-х годов. По замыслу основателей, которыми выступили несколько исследователей русского Средневековья, он должен был стать изданием, содержащим работы (исследовательские статьи, публикации источников и рецензии) по русской истории со времён формирования государственности по конец XV века. 

## Редакционная коллегия
В состав редколлегии входят: член-корр. РАН С. М. Каштанов, д.и.н. И. Г. Коновалова (зам. отв. редактора), д.и.н. В. А. Кучкин, д.и.н. А. В. Назаренко, к.и.н. С. В. Полехов (отв. секретарь), д.и.н. Л. В. Столярова, д.и.н. А. С. Усачёв, член-корр. РАН Б. Н. Флоря.